# 718
| 718                |
| ------------------ |
| Dødsfald - Fødsler |
|                    |

| Gregoriansk kalender | 718 DCCXVIII            |
| Ab urbe condita      | 1471                    |
| Armensk kalender     | 167 ԹՎ ՃԿԷ              |
| Kinesiske kalender   | 3414 – 3415 丁巳 – 戊午 |
| Etiopisk kalender    | 710 – 711               |
| Jødisk kalender      | 4478 – 4479             |
| Hindukalendere       |                         |
| - Vikram Samvat      | 773 – 774               |
| - Shaka Samvat       | 640 – 641               |
| - Kali Yuga          | 3819 – 3820             |
| Iransk kalender      | 96 – 97                 |
| Islamisk kalender    | 99 – 100                |

Se også 718 (tal)